# Pont de les Baus
El Pont (o aqüeducte) de les Baus és un aqüeducte que permetia saltar la Tet al Canal Reial de Tuïr entre els termer rossellonesos de Bulaternera i d'Illa, a la Catalunya del Nord.
Està situat a l'extrem nord-oest del terme de la comuna de Bulaternera. La meitat meridional és íntegrament en terme de Bulaternera, el tros conservat, però a prop del termenal amb Rodès, del Conflent, mentre que l'altre costat de la Tet hi ha la partida anomenada del Pont de les Baus, que pertany a Illa, i és el lloc on hi ha les restes de la meitat septentrional del pont.
Actualment en queden només restes de les piles a les dues ribes del riu. La pila de la riba dreta implica una doble sèrie d'arcs, alts i amb un mur d'opus spicatum al damunt, i les piles laterals tenien els angles fets amb carreus de marbre rosa. Les piles que donen al riu conserven emplaçaments per bigues que fan pensar que el tram sobre el riu devia ser de fusta.